# Station Nisse
Station Nisse is een voormalig station aan de lijn tramlijn Goes - Hoedekenskerke - Goes van de voormalige Spoorweg-Maatschappij Zuid-Beveland. Het station van Nisse werd geopend op 19 mei 1927 en gesloten op 4 mei 1947. Het stationsgebouw uit 1926 bestaat nog steeds.